# Apicia nemora
Apicia nemora är en fjärilsart som beskrevs av Druce 1892. Apicia nemora ingår i släktet Apicia och familjen mätare. Inga underarter finns listade i Catalogue of Life.